# Pipreola squamipectus
El frutero pechirrojo norteño (Pipreola squamipectus), es una especie –o la subespecie Pipreola frontalis squamipectus, dependiendo de la clasificación considerada– de ave paseriforme de la familia Cotingidae perteneciente al género Pipreola. Es nativa de los Andes del noroccidente de América del Sur. 

## Distribución y hábitat
Se distribuye por la pendiente oriental de los Andes desde el norte de Ecuador (Napo) hacia el sur hasta el norte de Perú (al sur hasta San Martín).
El hábitat natural de esta especie es el nivel medio y el subdosel de selvas húmedas montanas, más raramente es encontrada en los bordes, principalmente entre 1000 y 2300 m de altitud.

## Sistemática

### Descripción original
La especie P. squamipectus fue descrita por primera vez por el ornitólogo estadounidense Frank Michler Chapman en 1925 bajo el nombre científico de subespecie Euchlornis frontalis squamipectus; la localidad tipo es: «Zamora, este de Ecuador».

### Etimología
El nombre genérico femenino «Pipreola» es un diminutivo del género Pipra, demostrando alguna afinidad entre los mismos; y el nombre de la especie «squamipectus», se compone de las palabras del latín «squama» que significa ‘escama’, y «pectus, pectoris» que significa ‘pecho’.

### Taxonomía
La presente especie es tratada como una subespecie del frutero pechirrojo (Pipreola frontalis), a pesar de que autores anteriores ya levantaban la posibilidad de que fueran dos especies diferentes; Las clasificaciones Aves del Mundo (HBW) y Birdlife International (BLI) la consideran como especie separada con base en diferencias de plumaje y, aparentemente, significativas diferencias de vocalización, pero estas últimas no suficientemente documentadas. Sin embargo, esto no ha sido todavía adoptado por otras clasificaciones. Es monotípica.
Las principales diferencias apuntadas por HBW para justificar la separación son: el macho presenta el rojo del alto del pecho más restringido y no lo presenta en la parte baja del pecho y los flancos más fuertemente verdes; la hembra presenta las partes inferiores fuertemente escamadas y no estriado-escamadas y no presenta el mentón y el alto de la garganta de color amarillo naranja, tampoco la frente como a veces P. frontalis; el macho presenta la corona y los lados de la cabeza de color verde más brillante y más profundo ligeramente teñido de azulado; las puntas blancas de las plumas secundarias bastante más obvias; la cola es más corta; el canto es, aparentemente, muy diferente, pero con base en registros insuficientemente documentados, que serán una fuerte evidencia si confirmados.